# 第502重戰車營
第502重戰車營（德語：Schwere Panzer-Abteilung 502）是第二次世界大戰期間納粹德國一支配備重型戰車的獨立裝甲營，主要參與東方戰線的戰鬥。該單位是德意志國防軍內第一支接收虎I戰車並將之用於戰鬥的部隊。第502重戰車營是戰爭期間最精锐的德軍裝甲部隊之一，總共摧毀了1,400輛坦克以及2,000門火炮。

## 成立
第502重戰車營於1942年5月25日在巴伐利亚班貝格以第35裝甲訓練營（德語：Panzer-Ersatz-Abteilung 35）為基礎成立。同年7月23日，希特勒特別要求將新式的虎I戰車送往列寧格勒戰線第502重戰車營因而成為第一隻獲得虎I戰車的單位；1942年8月19日及20日共有四輛虎I戰車被送往第502營，並不完全地裝備了一個連（依據德軍的編制規定，一個重戰車營下應有三個連，裝備總計45輛戰車）。1942年8月29日，第502營抵達列寧格勒，但並沒有立刻參與該地的戰鬥。由於配備了當時德軍現役噸位最重的戰車，第502營在軍中有著特殊的地位。

## 作戰行動

### 虎式坦克

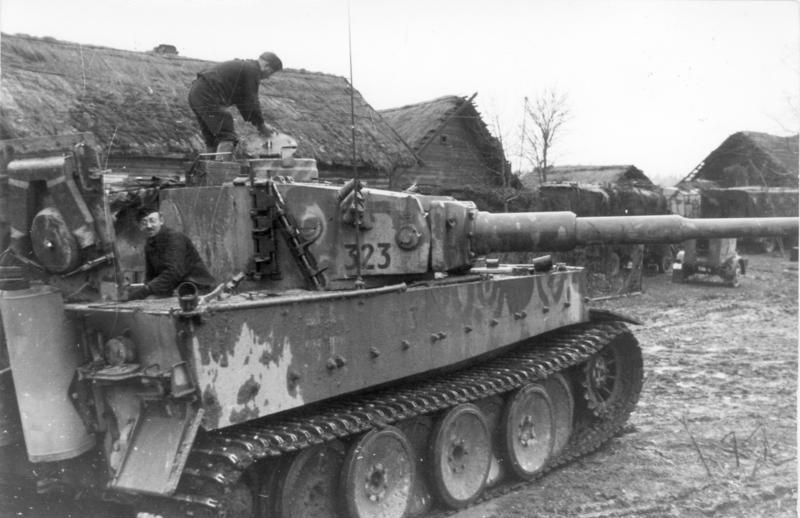
1942年第502重战车营的虎式坦克

第502重戰車營於1942年9月16日首次將虎I戰車投入位於拉多加湖南方的戰鬥。在越過堤道後，一輛虎I戰車陷入泥濘中，但由於猛烈的敵方火力，第502營的成員在經過多次嘗試後仍無法回收該戰車；11月25日該輛虎I戰車遭乘員自行摧毀以免遭敵軍俘虜。9月25日時，更多的虎I戰車及三號戰車抵達，並隨及被用於完全裝備第一連。1943年2月，第502營又獲得了更多用於補充戰損的虎I戰車。
1943年1月14日，蘇聯軍隊在伊斯卡拉行動中成功地於列寧格勒附近癱瘓並俘獲一輛虎I戰車。數日後又有另一輛虎I戰車被俘。這兩輛虎式坦克皆被送往庫賓卡裝甲測試場；蘇聯人在那裡徹底檢視並分析了虎I戰車，隨後發展出了反制該戰車的策略，而這時虎I戰車僅在戰場上出現四個月而已。
1943年4月1日，第502重戰車營內成立了第二及第三連。1943年5月中旬至下旬間，又有31輛虎I戰車被運抵該單位；至此，第502營已處於完全武裝的狀態。1943年6月，由於德軍重戰車營編制上的變革，第一連完全捨棄了三號戰車，並完全以虎I戰車作為其武裝。
1943年至1944年間，第502營皆被部署在東方戰線執行防禦性作戰任務。1943年7月至9月間，該單位在拉多加湖附近活動，11月時則移動至白俄羅斯境內，12月時則負責掩護列寧格勒的德軍撤退。1944年2月至4月間，第502營被指派防守愛沙尼亞境內的納爾瓦。隨後於4月至5月間，第502營參與了位於普斯科夫的戰鬥；7月時則移往拉脫維亞的陶格夫匹爾斯。

### 虎王坦克
第502重戰車營僅接收了少量的虎II戰車。最後生產的13輛虎II戰車是由第510重戰車營第三連及第502重戰車營第三連的成員自行於1945年3月31日前往工廠開出來的。第502營最終獲得8輛虎II戰車，並隨即於翌日（1945年4月1日）將它們投入戰鬥。

## 重新命名
第502重戰車營於1945年1月5日被重新命名為第511重戰車營。由於缺乏虎II戰車，該營獲得大量追獵者驅逐戰車做為替代。第511營一直在東部戰線作戰到1945年4月27日為止，後來該營即被解編。餘下單位於5月9日向蘇聯紅軍投降。截至投降為止，該單位已接收了105輛虎I戰車以及8輛虎II戰車，並取得1400輛敵軍戰車及2000門火砲的擊殺數。

## 著名成員
- 奧托·卡利烏斯，著有《泥濘中的老虎》描述戰事經過
- 阿爾博特·科舍爾

## 指揮官
- 馬爾克少校（Major Märker，1942年8月-11月）
- 沃爾斯齊格上尉（Hauptmann Wollschläger，1942年11月-1943年2月）
- 里希特少校（Major Richter，1943年2月-7月）
- 施密特上尉（Hauptmann Schmidt，1943年7月-8月）
- 朗格上尉（Hauptmann Lange，1943年8月-10月）
- 威利·賈德少校（Major Willy Jähde，1943年10月-1944年3月）
- 施瓦納少校（Major Schwaner，1944年4月-8月）
- 馮·佛爾斯特上尉（Hauptmann von Foerster，1944年8月-1945年4月）

## 註記
1. 1 2 3  Doyle and Jentz.
2. ↑  Schneider  pp. 3–4
3. ↑  Klages, p. 4
4. ↑  Schneider  pp. 76–77
5. ↑  Schneider  pp. 79–81
6. ↑  Schneider  pp. 81–82
7. ↑  Schneider  pp. 82–83
8. ↑  Schneider, p. 112
9. ↑  Klages, p. 9
10. ↑  Schneider, p. 92